# Уесли Со
Уесли Барбаса Со (на английски: Wesley So) е набиращ все по-голяма популярност филипински гросмайстор, състезаващ се за САЩ от 2015 година. Роден е на 9 октомври 1993 г. в град Бакоор, намиращ се в провинция Кавите във Филипини.
Уесли Со е един от най-младите шахматисти, достигали рейтинг ЕЛО от 2600 т. През февруари 2015 г. влиза в Топ 10 на световната ранглиста на ФИДЕ след като достига второ място на турнира Вайк ан Зее.
Со печели Група В на турнира Вайк ан Зее през 2009 г. и е трикратен шампион по шах на Филипини. През 2015 г. печели Билбао Мастърс, а през 2016 г. Лондон Класик, Синкфийлд Къп и завършва на първо място за годината в Големия шахматен турнир(Grand Chess Tour) . През 2017 отново печели Синкфийлд Къп и става за първи път национален шампион по шахмат на САЩ.
През януари 2017 г. Уесли Со става 11-ият шахматист, преминал границата от 2800 ЕЛО с рейтинг от 2808 точки.
През април 2017 г. Уесли Со има серия от 67 партии без загуба, която започва от юли 2016.

## Шахматна кариера
Уесли Со е едва шест годишен, когато баща му го научава да играе шах. На девет годишна възраст започва да се състезава в юношески турнири.
Дебютният му турнир е международния турнир в Ница през 2005 г., където завършва на 16 място (от общо 159 участници) с резултат 4/7.
През 2006 г. в рамките на едва 4 месеца, Уесли покрива трите норми за получаване на титлата Международен майстор. Силната форма на Со продължава и през следващата година в която той успява да покрие две от нормите за гросмайстор. За периода януари 2006 и април 2007 г., Со учеличава рейтинга си с 303 ЕЛО точки, достигайки 2519 пункта. Третата и последна норма за титлата гросмайстор, покрива на 8 декември 2007 г. на турнир в Манила, където със своите 14 години става най-младият филипинец, достигнал титлата гросмайстор. През следващите няколко години, Уесли продължава да прави много силни турнири и прогресира в ранглистата на ФИДЕ.
През ноември 2014 г., Уесли Со започва да се състезава за САЩ. През януари 2015 г. поделя второто място на турнира Вайк ан Зее., а юни същата година става подвластник само на Фабиано Каруана след турнир в Дортмунд.
Ноември 2015 г., Со печели турнира за майстори в Билбао след като побеждава гросмайстор Динг Лижън в първи кръг, прави реми в следващите 6 игри и накрая печели тайбрек срещу гросмайстор Аниш Гири.
2016 е една от най-силните години за Уесли Со. Август месец печели убедително Синкфийлд Къп, класирайки се пред бившите световни шампиони Вишванатан Ананд и Веселин Топалов, победителя от 2014 г. Фабиано Каруана и победителя от 2015 г. Левон Аронян. Печели 2 срещи и прави реми в останалите 7. През декември отново остава непобеден в турнира Лондон Класик отново класирайки се пред бивши световни шампиони като Вишванатан Ананд, Веселин Топалов и Владимир Крамник. Печели три срещи и завършва останалите 6 с реми.
С победите си в Синкфийлд Къп, Лондон Класик и второто място в „Your Next Move Leuven“ (турнир по ускорен и блиц шахмат) той печели Гранд Чес Тур (Grand Chess Tour) за 2016 г. Силният му край на 2016 го изкачва до 4-то място в ранглистата на ФИДЕ, а спечелените точки го правят 11-ият шахматист, достигнал 2800+ ЕЛО точки.
2017 година започва по същия начин по който завършва 2016. Победната серия на Со продължава с пълна сила. Уесли Со печели турнира Вайк ан Зее и за пореден път остава непобеден по време на целия турнир. Со печели титлата с резултат 9/13, което е с цяла точка пред световния шампион Магнус Карлсен. През април 2017 Уесли Со става за първи път национален шампион по шахмат на САЩ, побеждавайки Александър Онишчук в тайбрек плейоф, игран в партии по ускорен шахмат.